# 島田市立川根中学校
島田市立川根中学校（しまだしりつ かわねちゅうがっこう）は、静岡県島田市川根町身成にある、公立中学校である。また、 静岡県立川根高等学校との連携型中高一貫教育を行っている。

## 沿革
- 1946年 (昭和21年) - 川根町立川根中学校創立。
- 1962年 (昭和37年) - 旧校舎完成。
- 1966年 (昭和41年) - 旧体育館完成。
- 1968年 (昭和43年) - 現在の50mプール完成。
- 1989年 (平成元年) 6月10日 - 現校舎起工。
- 1990年 (平成2年) 2月28日 - 新校舎竣工。総工費約8億6000万円
- 1996年 (平成8年) - 創立50周年記念式典挙行。
- 2007年 (平成19年) - 川根町立笹間中学校統合。
- 2008年 (平成20年) - 川根町が島田市に編入合併し、島田市立川根中学校となる。

## 部活動
運動部4つ、文化部1つの部活動が存在する。
- 野球部
- サッカー部
- 卓球部
- バレー部
- 吹奏楽部

なお、2020年度（令和2年度）をもって部員減少により剣道部は募集停止となり、卓球部の男子部員募集が行われた。

## 交通
- 大井川鐵道家山駅より、徒歩18分程度。
- 島田市コミュニティバス 川根温泉線 ウエルシア前より、徒歩約4分。川根中学校入口より、徒歩約2分。

## 周辺施設
- 島田市立川根小学校
- 川根温泉

## 校歌
- 山紫水明といった川根の自然豊かな情景、のびのびと育つ子供たちを歌い、生徒を希望を持ち高みを目指せと鼓舞するような内容である。
- 作詞・作曲：柴田秀二